# Баба-яга

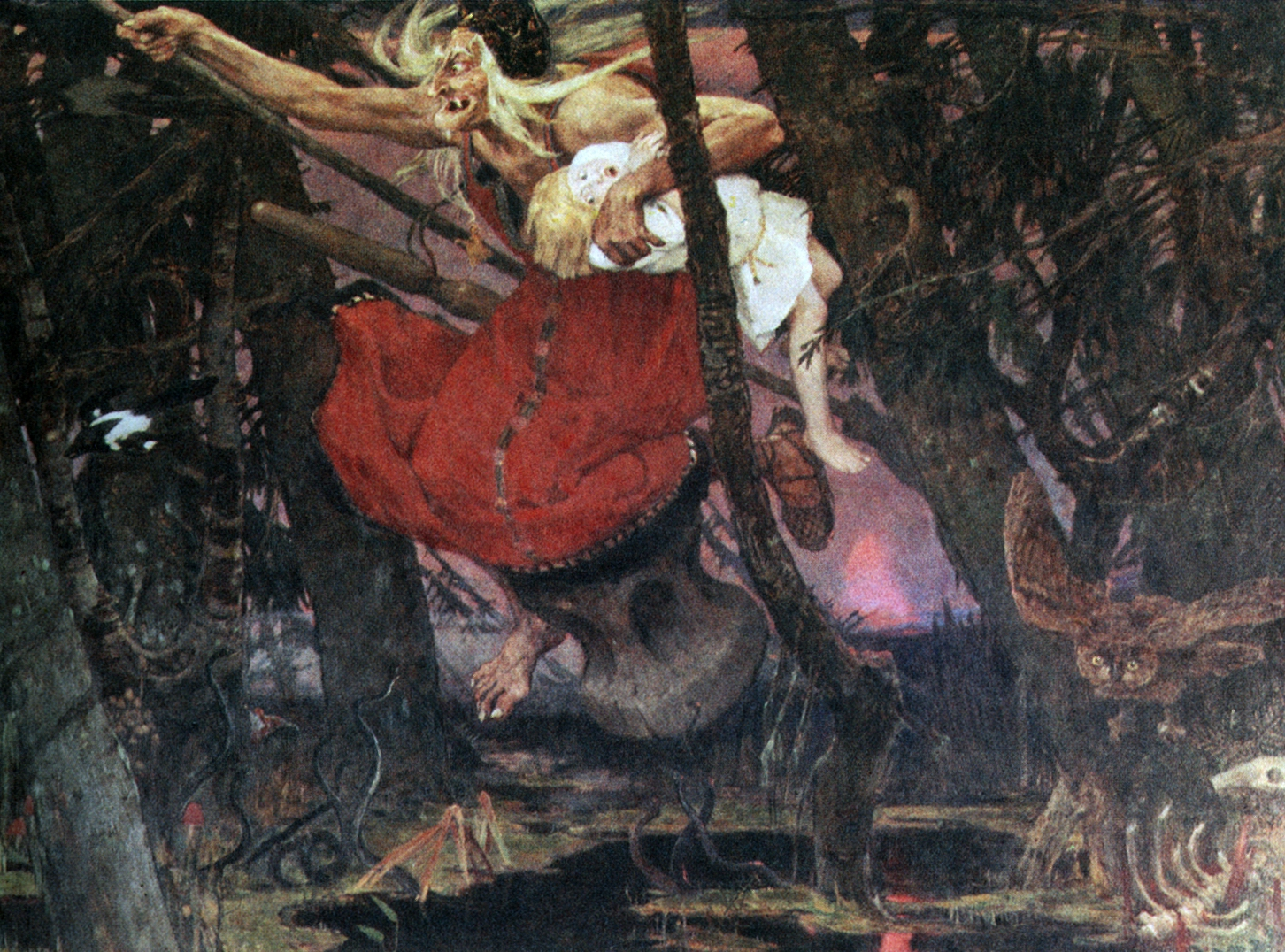
«Баба-яга»; Виктор Васнецов, 1917

Ба́ба-яга́ (рус. Яга, яга-баба, еги-баба, ягая, Ягишна, Ягабова, Егибоба; бел. Ба́ба-Яга́, Ба́ба-Юга́, Ягіня; болг. Ба́ба Я́га; укр. Баба-Язя, Язя, Язі-баба, Гадра; пол. jędza, babojędza; чеш. jezinka, Ježibaba «ведьма», «лесная баба»; в.-серб. Баба Јага; словен. jaga baba, ježi baba) — персонаж славянской мифологии и фольклора (особенно волшебной сказки) славянских народов. Уродливая старуха, владеющая волшебными предметами и наделённая магической силой. В ряде сказок уподобляется ведьме, колдунье. Чаще всего — отрицательный персонаж, но иногда выступает в качестве помощницы героя. Помимо русских встречается в словацких и чешских сказках. Кроме того, является обрядовым святочным персонажем в бывших славянских землях Каринтии в Австрии, масленичным персонажем в Черногории и ночным духом в Сербии, Хорватии и Болгарии.

## Этимология
Лингвист Макс Фасмер возводит имя Яга к праслав. *(j)ęgа, рефлексами которого являются сербохорв. jeзa «ужас», jeзив «опасный», словен. jezа «гнев», jeziti «сердить», др.-чеш. jeze «lamia», чеш. jezinka «лесная ведьма, злая баба», пол. jędzа «ведьма, баба-яга, злая баба», jędzić się «злиться» и т. п. Также возможна этимология, в рамках которой древнее заимствованное название было переосмыслено славянами и сближено с производными от праславянского *(j)egа (народная этимология), что объясняет флуктуацию, выраженную в наличии вариантов с -z- и -ž- в западнославянских языках (имя переосмыслено) и наличии варианта с -г- в русском языке (не переосмыслено).
Фасмер сближает слово, кроме славянских языков, также с прибалтийскими, английским, исландским, отклоняя связь с тюркскими, индийским, албанским, латинским языками.
Историк В. Я. Петрухин сближает праславянское яга (*ęga) с обозначением змей, гадов, — что, по его мнению, указывает на хтонические истоки образа.
Письменное упоминание о Бабе-яге содержится в книге «О государстве русском» английского путешественника Д. Флетчера (1588 год). Он читал о поклонениях кумиру «золотой или яге-бабе», но, приехав в Пермский край к самоедам, обнаружил, что это «пустая басня».

## Образ Бабы-яги в фольклоре

### У восточных славян

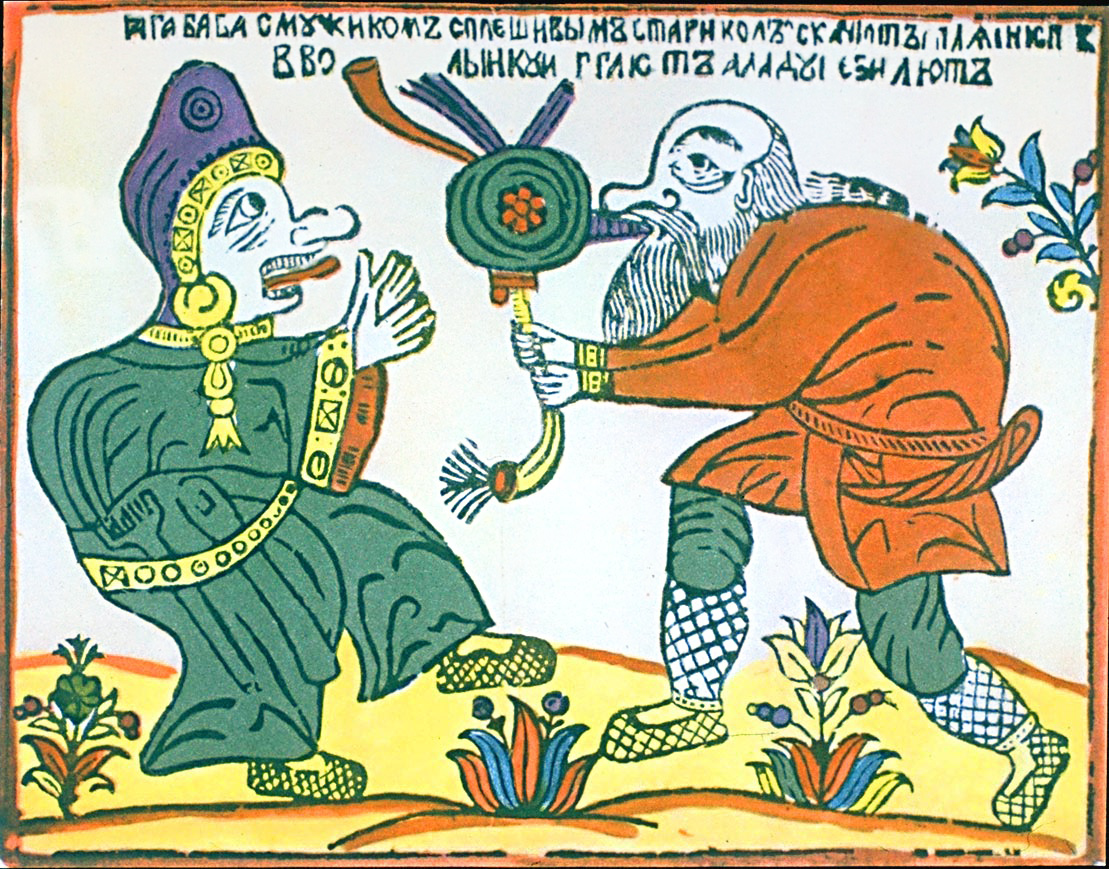
«Баба Яга с мужиком, с плешивым стариком скачут пляски». Лубок

В славянском фольклоре Баба-яга обладает несколькими устойчивыми атрибутами: она умеет колдовать, летать в ступе, обитает на границе леса в избушке на курьих ножках (или подпёртой блинами), окружённой забором из человеческих костей с черепами. Она заманивает к себе добрых молодцев и маленьких детей, якобы для того, чтобы их съесть. Своих жертв она преследует в ступе, погоняя её пестом и заметая след помелом (метлой). В сказке «Иван-царевич и Марья Моревна» живёт Яга Ягишна (баба Яга, костяная нога) «за тридевять земель, в тридесятом царстве, невдалеке от моря за огненной рекой», где владеет табуном славных кобылиц. Яга — мать трёх демонических дочерей (иногда — царевны, чудесной невесты героя), змея, которого убивает герой сказки.
В. И. Даль дополняет: «она простоволоса и в одной рубахе, без опояски: то и другое — верх бесчиния».
Согласно крупнейшему специалисту в области теории и истории фольклора В. Я. Проппу, выделяются три вида Бабы-яги: дарительница (она дарит герою сказочного коня либо волшебный предмет); похитительница детей; Баба-яга-воительница, сражаясь с которой «не на жизнь, а на смерть» герой сказки переходит к иному уровню зрелости. При этом злобность и агрессивность Бабы-яги не являются её доминантными чертами, но лишь проявлениями её иррациональной, недетерминированной натуры.
Двойственная природа Бабы-яги в фольклоре связана, во-первых, с образом хозяйки леса, которую надо задобрить, во-вторых, с образом злобного существа, сажающего детей на лопату, чтобы зажарить. Этот образ Бабы-яги связан с функцией жрицы, проводящей подростков через обряд инициации. Так, во многих сказках Баба-яга хочет съесть героя, но, либо, накормив-напоив, отпускает его, давая с собой клубок или некие сокровенные познания, либо герой убегает сам.
Образ Бабы-яги связывают с поклонением древнему тотему, который относился к покровителям племени и почитался вкупе с культом природы. У неё также прослеживаются черты духа-покровителя племени, так как она вещая, и в сказках именно Баба-яга направляет героя на правильный путь, так как она всё знает. Как семейному духу-покровителю, связанному с культом домашнего очага, ей присущи такие атрибуты, как печь, ступа, пест и помело.

### У южных славян
В бывших славянских землях Каринтии в Австрии «Баба-яга Пехтра» (нем. Pechtrababajagen) является обрядовым ритуальным персонажем при обходе домов в Крещенский вечер и перед Пепельной средой (на Масленицу). Во время обхода иногда в группе кто-то приделывал деревянную ногу и ходил прихрамывая — в старых описаниях Пехтра имела большую «гусиную» ногу.
У словенцев Помурья во время встречи весны в Юрьев день, когда водили «Зелёного Юрия» или «Весника», зиму называли Бабой Ягой:

| Оригинал Zelenega Jurja vodimo, Maslo in jajca prosimo, Ježi-babo zganjamo, Mladoletje trošimo! | Перевод Зелёного Юрия водим, Масло и яйца просим, Бабу Ягу прогоняем, Весну рассыпаем! |
В Сербии, Черногории и Хорватии зовётся Бабой Рогой (то есть Рогатой бабой) и ею пугают маленьких детей, когда те капризничают и не хотят ложиться спать (ср. Бабай).
В Черногории (в г. Рисан) в обряде ряженья на Масленицу один из участников одевается Бабой Ругой («дедовской бабой») и носит на руках «ребёнка» (куклу). Образ символизирует предков и, считается, обеспечивает плодородие на предстоящий год.

### Внешний вид

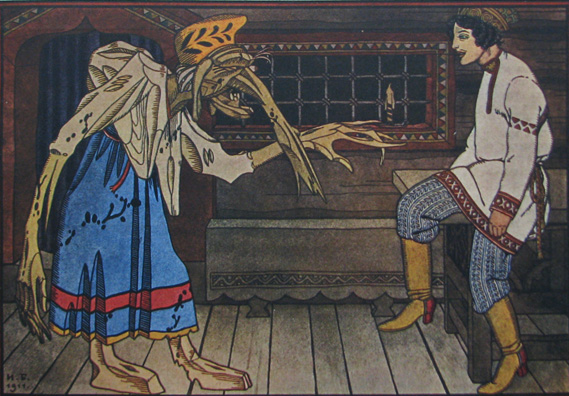
Иллюстрация Ивана Билибина к «Сказке о трёх царских дивах и об Ивашке, поповском сыне», 1911 г.

Баба-яга обычно изображается в виде большой горбатой старухи с большим, длинным, горбатым и крючковатым носом («лежала из угла в угол Баба-Яга, костяная нога, нос в потолок, губы на притолоке висят»). По мнению белорусских этнографов, здесь Баба-Яга предстаёт в облике покойника в гробу-домовине, и именно этим объясняется «нос в потолок врос».
На лубочной картинке она одета в зелёное платье, сиреневую кичку, лапти и брюки. На другой картине Баба-яга одета в красную юбку и сапоги. В сказках нет акцента на одежде Бабы-яги.

### Мифологический архетип
Традиционно Баба-яга считается хозяйкой леса, повелительницей зверей и птиц, всемогущей вещей старухой, охранительницей границ «иного царства», царства Смерти. По этой версии, Баба-яга — это проводник (душ умерших) в потусторонний мир и одна нога у неё костяная для того, чтобы стоять в мире мёртвых.
Женский образ Бабы-яги связан с матриархальными представлениями об устройстве социального мира. Хозяйка леса, Баба-яга — результат антропоморфизма. Намёком на некогда животный облик Бабы-яги, по мнению В. Я. Проппа, является описание дома как избушки на курьих ножках.
Внешний облик (костяная нога, железные зубы, длинные седые волосы, отвислые груди, способность чуять запах чужого и т. п.) указывает на связь с демоническими персонажами иного мира, мертвецами (избушка как домовина-гроб); атрибуты, занятия и сверхъестественные способности — ступа и пест, печь (где она изжаривает похищенных), прядение, полёты по воздуху в ступе, на помеле — также относятся к женским мифологическим персонажам, ведьмам.
Образ Бабы-яги связан с легендами о переходе героя в потусторонний мир (Тридевятое царство). В этих легендах Баба-яга, стоящая на границе миров (костяная нога), служит проводником, позволяющим герою проникнуть в мир мёртвых благодаря совершению определённых ритуалов.
Благодаря текстам сказок можно реконструировать и обрядовый, сакральный смысл действий героя, попадающего к Бабе-яге. В частности, В. Я. Пропп, исследовавший образ Бабы-яги на основе массы этнографического и мифологического материала, обращает внимание на очень важную, по его мнению, деталь. После узнавания героя по запаху (Яга слепа) и выяснения его нужд она обязательно топит баню и выпаривает героя, совершая таким образом ритуальное омовение. Затем кормит пришедшего, что тоже представляет собой обрядовое, «покойницкое», угощение, непозволительное живым, чтобы те случайно не проникли в мир мёртвых. А «требуя еды, герой тем самым показывает, что он не боится этой пищи, что он имеет на неё право, что он „настоящий“. То есть пришелец через испытание едой доказывает Яге искренность своих побуждений и показывает, что он-то и есть действительный герой в отличие от лжегероя, самозванца-антагониста».
Эта еда «отверзает уста умершего», считает Пропп, убеждённый в том, что сказку всегда предваряет миф. И, хотя герой вроде бы и не умер, он вынужден будет временно «умереть для живых», чтобы попасть в «тридесятое царство» (иной мир). Там, в «тридесятом царстве» (загробном мире), куда держит путь герой, его всегда поджидает немало опасностей, которые ему приходится предвидеть и преодолевать. «Еда, угощение непременно упоминаются не только при встрече с Ягой, но и со многими эквивалентными ей персонажами. …Даже сама избушка подогнана сказочником под эту функцию: она „пирогом подпёрта“, „блином крыта“, что в детских сказках Запада соответствует „пряничному домику“. Этот домик уже своим видом иногда выдаёт себя за дом еды».

### Параллели в сравнительной мифологии
Учёные связывают с Бабой-ягой ряд схожих персонажей других народов.
Согласно указателю сюжетов сказок в мире очень распространён сюжет, схожий со сказками о Бабе-Яге. По общепринятой классификации Аарне-Томпсона сюжет имеет номер АТ480 «Мачеха и падчерица». Кроме Бабы-Яги по этому сюжету аналогичными персонажами в сказках выступают: русский Морозко, немецкая фрау Холле (госпожа Метелица), тоже являющаяся «матерью ветров», шведская «Лесная хозяйка», и другие духи предков. Специалисты считают, что в этом отразился древний обряд возрастной инициации юношей и девушек. В нём инсценировалась символическая смерть (например, прохождение через огонь — «печь Бабы-Яги»), а после обряда испытуемый считался рождённым в новом качестве. Согласно такой трактовке, в сказке «Морозко» подобное испытание прошла падчерица, а родная дочь мачехи погибла. Другой сюжет, очень популярный во всём мире, — это АТ327В, про маленького мальчика, победившего людоеда. Этот сюжет тоже связывают с обрядом посвящения юношей в мужчины. Самая известная сказка с этим сюжетом — «Мальчик-с-пальчик» Шарля Перро. Другими известными представителями являются: в сборнике Афанасьева сказка № 105 «Баба яга и Заморышек», «Лихо», миф о циклопе Полифеме и Одиссее. Фольклористы отмечают, что сказочные Яга, фрау Холле, Морозко, людоеды и другие сказочные старики и старухи — все происходят от персонажей, охраняющих вход в мир мёртвых. С этим же связывается избушка Бабы-Яги и пещера госпожи Метелицы, которые многие учёные считают древними местами захоронений.
Восточнославянским мужским аналогом Бабы-Яги является Кощей Бессмертный. Его имя связано со словом «кость» и несёт идею циклически умирающего и воскресающего божества. Если в сказке уже присутствует Кощей, то Баба-Яга предстаёт его матерью или тёткой.
Ю. С. Степанов проводит параллели с персонажами других народов по ряду признаков. Он отмечает персонажей, чьё имя, как и у Яги, имеет похожий корень -ie. Это: др.-инд. Яма (владыка царства мёртвых), лат. Янус (бог входов и выходов), греч. Иасо́ (богиня исцеления) и Ясон (букв. «целитель»). У Януса есть жена Iana, являющаяся его женской ипостасью, иногда встречается вариант «Диана».
Ю. С. Степанов анализирует принадлежность персонажей сразу «двум мирам». Как двуликий Янус является богом перехода между двух противоположных миров, так и поворачивающаяся избушка Бабы-Яги является переходом между обычным миром и волшебным и кроме этого имеет переход в мир смерти — в печь. Близок и сюжет ловли детей: в мифах Янус в лице своей пары (Дианы или Карды) то охраняет детей от вампиров, то наоборот допускает их к ним, спящим в доме. Так же и Баба-Яга, — то сажает детей на лопату, чтобы сунуть в печь, то отпускает их, сама садясь на лопату.
Степанов анализирует наличие костяной ноги. Костяная нога — атрибут др.-инд. Ямы. Отмечается родство с греч. эмпусами. Мифические девушки-эмпусы — это суккубы-вампиры, оборачивавшиеся в собак, дочери и спутницы Гекаты. В мифах Геката тоже держалась кладбищ и перекрёстков, как и женская пара Януса Диана. У эмпусов была одна нога ослиная, другая бронзовая, сама Геката носила бронзовые сандалии. И у Бабы-Яги в разных сказках нога может быть костяной или металлической, или ноги разные — «одна нога говённа, другая назёмна».
Родство с германскими фрау Холле (Гольдой, владычицей царства мёртвых) и Бертой (Перхтой, связанной с плодородием земли и прядением) подчёркивает также наличие у обеих уродливой ноги, а у Берты и наличие железного носа (перемещение атрибута в образе персонажа). При этом, существует третий германский аналог этих персонажей — Штампа, чьё имя переводится как «толочь, мять» и «тяжело ступать, топать ногами» и связано со словами «ступа» и «ступать». В этом видится связь с Бабой-Ягой, которая без ступы (своего непременного атрибута) плохо ходит или не ходит вообще. Также Степанов, опираясь на работу А. А. Королёва, предполагает связь Берты-Перхты (добрых ипостасей Бабы-Яги) с кельтской Бригитой.
Другими аналогами Бабы-Яги в современном фольклоре являются литовская богиня Рагана и баскская богиня Мари — хозяйка горы Амбото. Связываются также греческая Калипсо, старуха Лоухи карельского эпоса Калевала и персонажи других мифологий.

## Атрибуты

### Избушка на курьих ножках

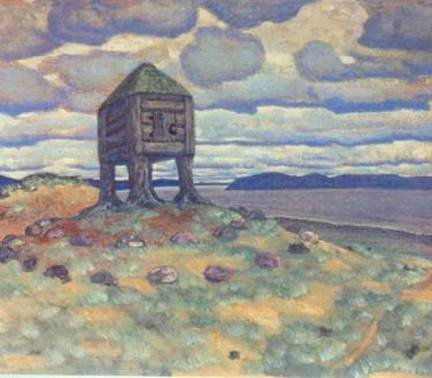
Николай Рерих, «Изба смерти», 1905 г.

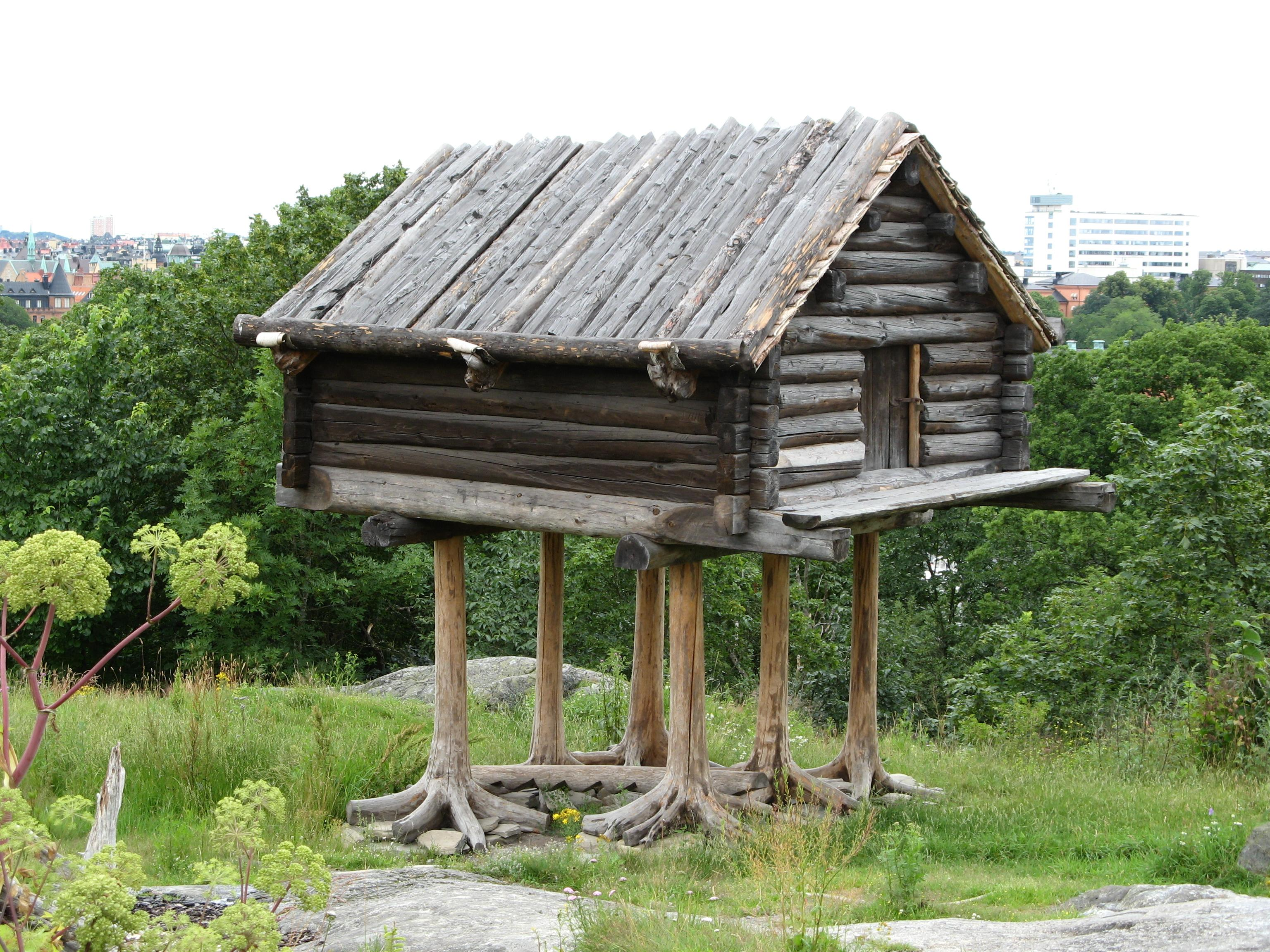
Саамский лабаз. Модель на территории парка Скансен (Стокгольм)

В древности умерших хоронили в домовинах — домиках, расположенных над землёй на очень высоких пнях с выглядывающими из-под земли корнями, похожими на куриные ноги (ср. современное украинское «домовина» и белорусское «дамавiна» — гроб). Домовины ставились таким образом, чтобы отверстие в них было обращено в противоположную от поселения сторону, к лесу. Люди верили, что мертвецы летают на гробах. Люди относились к умершим предкам с почтением и страхом, никогда не тревожили их по пустякам, боясь навлечь на себя беду, но в трудных ситуациях всё же приходили просить помощи. Так, Баба-яга — это умерший предок, мертвец, и ею часто пугали детей. По другим сведениям, Баба-яга у некоторых славянских племён — жрица, руководившая обрядом кремации мёртвых.
Как правило, герой встречал избушку Бабы-яги на границе миров, когда отправлялся в мир иной, желая освободить пленную царевну. Чтобы приобщиться к миру мёртвых, герой просит Бабу-Ягу накормить и напоить его (дать ему пищу мёртвых), попарить в бане и уложить спать (что ассоциируется с подготовкой покойника к погребению). Встречаются вариации, в которых герой съеден Бабой-Ягой и так попадает в мир мёртвых.
Так, пройдя испытания в избушке Бабы-Яги, герой, подобно ей, оказывается принадлежным к обоим мирам, приобретает волшебные качества, подчиняет различных обитателей мира мёртвых, одолевает населяющих его чудовищ, отвоёвывает у них красавицу-царевну и в финале сам становится царём.
Локализация избушки на курьих ножках связана с двумя волшебными реками, либо огненной (ср. джаханнам, над которым также протянут мост), либо молочной (с кисельными берегами — ср. характеристику Земли Обетованной: молочные реки Чис. 14:8 или мусульманского Джаннат).

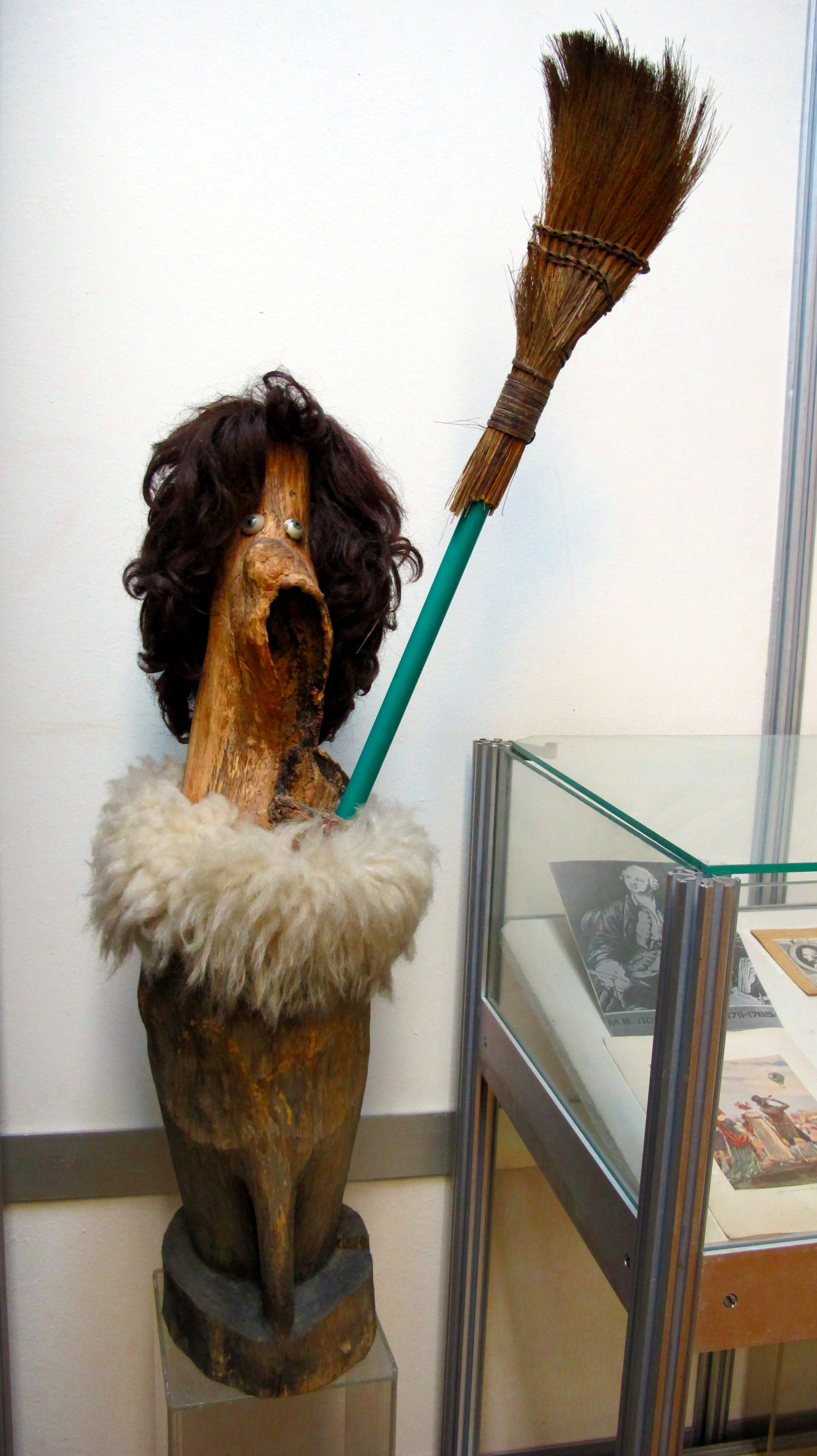
Ступа и помело

### Светящиеся черепа
Существенным атрибутом жилища Бабы-яги является тын, на кольях которого насажены лошадиные черепа, используемые в качестве светильников. В сказке про Василису черепа уже человеческие, но именно они являются источником огня для главной героини и её оружием, которым она сожгла дом своей мачехи.

### Волшебные помощники
Волшебными помощниками Бабы-яги выступают гуси-лебеди в одноимённой сказке, «три пары рук» и три всадника — белый, красный и чёрный (соответственно день, заря и ночь).

## Сказки
- Баба-Яга;
- Как Бабы-Яги сказку спасали;
- Гуси-лебеди;
- Царевна-лягушка;
- Василиса Прекрасная;
- Марья Моревна;
- Иван-царевич и Белый Полянин;
- Избушка на курьих ножках;
- Пёрышко Финиста ясна сокола;
- Поди туда — не знаю куда, принеси то — не знаю что (обработки А. Н. Афанасьева и А. Н. Толстого);
- До третьих петухов (Василий Шукшин);
- Про Федота-стрельца, удалого молодца (Леонид Филатов);
- Сказка о трёх царских дивах и об Ивашке, поповском сыне (А. С. Рославлев);
- Сказка о Маше и Ване;
- Сынко-Филипко.
- Понедельник начинается в субботу (братья Стругацкие) (косвенное упоминание)

## Исследования
- Потебня А. А. О мифическом значении некоторых обрядов и поверий. [гл.] 2 — Баба-яга. Чтения в Императорском обществе истории и древностей российских. — М., 1865, кн. 3;
- Топоров В. Н. Хеттская salŠU.GI и славянская баба-яга, «Краткие сообщения Института славяноведения АН СССР», 1963, в. 38.
- Малаховская А. Н. Наследие Бабы-яги: Религиозные представления, отражённые в волшебной сказке, и их следы в русской литературе XIX—XX вв. — СПб.: Алетейя, 2007. — 344 с.
- Гречишкина А. Знакомая незнакомка // Юный краевед. — 2015. — № 10. — С. 53—56. Архивная копия от 25 января 2022 на Wayback Machine

## «Родина» и день рождения Бабы-яги
В 2004 году село Кукобой Первомайского района Ярославской области было объявлено «родиной» Бабы-яги, там же был создан музей Бабы-яги. Русская православная церковь выступила с резкой критикой этого начинания.

## Образ в искусстве
К образу Бабы-яги в своём творчестве неоднократно обращались русские писатели и поэты А. С. Пушкин, В. А. Жуковский («Сказка об Иване-царевиче и Сером Волке»), Н. А. Некрасов («Баба-яга, костяная нога»), А. Н. Толстой, В. И. Нарбут и др. Живописные интерпретации её образа получили широкое распространение среди художников Серебряного века: Ивана Билибина, Виктора Васнецова, Александра Бенуа, Елены Поленовой, Ивана Малютина и др.

### Памятники
В 2018 году памятники Бабе-яге был установлены в Челябинске (возле Театра кукол) и в Дубае. Также памятники установлены в Тюмени и Екатеринбурге.
В 2019 году был установлен памятник в Лондоне.

### В музыке
Образу Бабы-яги посвящена девятая пьеса «Избушка на курьих ножках (Баба-яга)» известной сюиты Модеста Мусоргского «Картинки с выставки — воспоминание о Викторе Гартмане», 1874 г., созданной в память о своём друге, художнике и архитекторе. Широко известна также современная интерпретация этой сюиты — «Pictures at an Exhibition», созданная английской прогрессив-рок-группой Emerson, Lake & Palmer в 1971 году, где музыкальные пьесы Мусоргского чередуются с оригинальными композициями английских рок-музыкантов: «The Hut of Baba Yaga» (Мусоргский); «The Curse of Baba Yaga» (Эмерсон, Лейк, Палмер); «The Hut of Baba Yaga» (Мусоргский). Бабе-яге посвящена симфоническая поэма одноимённого названия композитора Анатолия Лядова, соч. 56, 1891—1904 гг. В сборнике музыкальных пьес для фортепиано Петра Ильича Чайковского «Детский альбом» 1878 года также есть пьеса «Баба-яга».

### На экране
Яркий образ Бабы-яги в ряде советских фильмов создал актёр Георгий Милляр («Василиса Прекрасная» (1939), «Морозко» (1964), «Огонь, вода и… медные трубы» (1967), «Золотые рога» (1972). Получив от режиссёра Александра Роу предложение сыграть Бабу-ягу в «Золотых рогах», Милляр отказался, устроив скандал и заявляя, что «изобретать» Бабу-ягу он уже не может. Всё изменилось, когда актёру предложили сыграть эту ведьму так, будто у неё двести лет климакса. С такой идеей Милляр охотно согласился.
Фильмы с Бабой-ягой
- «Василиса Прекрасная» (1939), режиссёр Александр Роу, в роли Георгий Милляр
- «Морозко» (1964), режиссёр Александр Роу, в роли Георгий Милляр
- «Огонь, вода и медные трубы»(1967), режиссёр Александр Роу, в роли Георгий Милляр
- «В тринадцатом часу ночи» (1969), режиссёр Лариса Шепитько, в роли Зиновий Гердт
- «Весёлое волшебство» (1969), режиссёр Борис Рыцарев, в роли Валентина Сперантова
- «Лада из страны берендеев» (1971), режиссёр Анатолий Буковский, в роли Майя Булгакова
- «Золотые рога» (1972), режиссёр Александр Роу, в роли Георгий Милляр
- «Новогодние приключения Маши и Вити» (1975), режиссёры Игорь Усов и Геннадий Казанский, в роли Валентина Кособуцкая
- «Как Иванушка-дурачок за чудом ходил» (1977), режиссёр Надежда Кошеверова, в роли Мария Барабанова
- «Там, на неведомых дорожках» (1982), режиссёр Михаил Юзовский, в роли Татьяна Пельтцер
- «После дождичка, в четверг» (1984), режиссёр Михаил Юзовский, в роли Татьяна Пельтцер
- «Маленькая Баба-Яга» (1986), режиссёры Анатолий Равикович и Анатолий Слясский, в роли Ирина Мазуркевич
- «Лиловый шар» (1987), режиссёр Павел Арсенов, в роли Светлана Харитонова, из цикла «Приключения Алисы» Кира Булычева
- «Остров Ржавого генерала» (1988), режиссёр Валентин Ховенко, в роли Александр Леньков, из цикла «Приключения Алисы» Кира Булычева
- «Сказ про Федота-стрельца» (2001), режиссёр Сергей Овчаров, в роли Ольга Волкова
- «За тридевять земель» (2003), режиссёр Юрий Попович, в роли Валентина Талызина, мини-сериал
- «Легенда о Кащее, или В поисках тридесятого государства» (2004), режиссёр Валерий Ткачёв, в роли Мария Машкова
- «Лесная царевна» (2004), режиссёр Александр Басов, в роли Галина Морачёва
- «Новая старая сказка» (2007), режиссёр Наталья Калашникова, в роли Елена Санаева
- «Книга мастеров» (2009), режиссёр Вадим Соколовский, в роли Лия Ахеджакова
- «Приключения в Тридесятом царстве» (2010), режиссёр Валерия Ивановская, в роли Анна Якунина
- «Реальная сказка» (2011), режиссёр Андрей Мармонтов, в роли Людмила Полякова
- «Солдатские сказки Саши Чёрного» (2011), режиссёр Дмитрий Фёдоров, в роли Наталья Платонова, сериал
- «Казачья сказка» (2013), режиссёр Ирена Грегор, в роли Игорь Касилов, по книге Андрея Белянина
- «Три богатыря. Новогодняя сказка» (2013), режиссёр Александр Игудин, в роли Андрей Данилко
- «Последний богатырь» (2017), режиссёр Дмитрий Дьяченко, в роли Елена Яковлева, Светлана Колпакова (омолодившая Баба-Яга)
- «Яга. Кошмар Тёмного леса» (2020), режиссёр Святослав Подгаевский, в роли Светлана Устинова, ужасы
- «Последний богатырь: Корень зла» (2021), режиссёр Дмитрий Дьяченко, в роли Елена Яковлева
- «Последний богатырь: Посланник тьмы» (2021), режиссёр Дмитрий Дьяченко, в роли Елена Яковлева
- «Волшебный участок» (2023), режиссёр Степан Гордеев, в роли Татьяна Догилева, сериал
- «Баба-Яга спасает мир» (2023), режиссёр Карен Захаров, в роли Людмила Артемьева
- «Сергий против нечисти. Яга» (2024), режиссёры Андрей Волгин и Максим Кондратенко, в роли Елена Подкаминская (Яга молодая), Марина Дианова (Яга старая), сериал
- «Летучий корабль» (2024), режиссёр Илья Учитель, в ролях Данила Козловский
- «Домовёнок Кузя» (2024), режиссёр Виктор Лакисов, в роли Алика Смехова
- «Последний богатырь. Наследие» (2024), режиссёр Антон Маслов, в ролях Елена Яковлева, Юлия Пересильд, сериал
- «Финист. Первый богатырь» (2024), режиссёр Дмитрий Дьяченко, в роли Юлия Пересильд

Мультфильмы с Бабой-ягой
- «Ивашко и Баба-Яга» (1938), режиссёры Зинаида и Валентина Брумберг, озвучил Осип Абдулов
- «Гуси-лебеди» (1949), режиссёры Иван Иванов-Вано и Александра Снежно-Блоцкая, озвучила Вера Орлова
- «Сестрица Алёнушка и братец Иванушка» (1953), режиссёр Ольга Ходатаева, озвучил Сергей Розенблюм
- «Царевна-Лягушка» (1954), режиссёр Михаил Цехановский, озвучил Георгий Милляр
- «Конец Чёрной топи» (1960), режиссёр Владимир Дегтярёв, озвучила Ирина Мазинг
- «Про злую мачеху» (1966), режиссёры Зинаида и Валентина Брумберг, озвучила Елена Понсова
- «Самый главный» (1970), режиссёр Витольд Бордзиловский, озвучила Зинаида Нарышкина
- «Сказка сказывается» (1970), режиссёр Иван Аксенчук, озвучила Клара Румянова
- «Царевна-лягушка» (1971), режиссёр Юрий Елисеев, озвучила Зинаида Нарышкина, кукольный
- «Жихарка» (1977), режиссёр Наталия Голованова, озвучил Василий Ливанов
- «Василиса Прекрасная» (1977), режиссёр Владимир Пекарь, озвучила Анастасия Георгиевская
- «Два клёна» (1977), режиссёр Анатолий Солин, озвучил Гарри Бардин
- «Баба Яга против!» (1979), режиссёр Владимир Пекарь, озвучила Ольга Аросева
- «Летучий корабль» (1979), режиссёр Гарри Бардин, озвучила женская группа Московского Камерного хора
- «Ивашка из Дворца пионеров» (1981), режиссёр Геннадий Сокольский, озвучил Ефим Кациров
- «Всем чертям назло» (1981), режиссёр Леонид Кощеников, озвучила Гликерия Богданова-Чеснокова, кукольный
- «Горе — не беда» (1983), режиссёр Иван Аксенчук, озвучил Ефим Кациров
- «А в этой сказке было так…» (1984), режиссёр Лидия Сурикова, озвучила Елена Чернова, кукольный
- «Картинки с выставки» (1984), режиссёр Инесса Ковалевкая, музыка Модеста Мусоргского
- «Приключения домовёнка» (1985), режиссёр Аида Зябликова, озвучила Татьяна Пельтцер, из цикла про Домовёнка Кузю, кукольный
- «Сказка для Наташи» (1986), режиссёр Аида Зябликова, озвучила Татьяна Пельтцер, из цикла про Домовёнка Кузю, кукольный
- «Разноцветная история» (1986), режиссёр Тадеуш Павленко, музыка Петра Ильича Чайковского
- «Ну, погоди!» «В сказке» 16-й выпуск (1986), режиссёр Вячеслав Котеночкин, сериал
- «Возвращение домовёнка» (1987), режиссёр Аида Зябликова, озвучила Татьяна Пельтцер, из цикла про Домовёнка Кузю, кукольный
- «Уважаемый леший» (1988), режиссёр Сергей Олифириенко, озвучил Владимир Точилин, кукольный
- «Два богатыря» (1989), режиссёр Александр Давыдов, озвучила Мария Виноградова
- «Маленькая колдунья» (1991), режиссёр Геннадий Сокольский, озвучила Наталья Державина
- «Фантазёры из деревни Угоры» (1994), режиссёр Леонид Носырев, озвучила Кира Смирнова
- «Добрыня Никитич и Змей Горыныч» (2006), режиссёр Илья Максимов, озвучила Наталья Данилова, из цикла Три богатыря
- «Бабка Ёжка и другие» (2006), режиссёр Валерий Угаров, озвучила Татьяна Бондаренко
- «Новые приключения Бабки Ёжки» (2008), режиссёры Николай Титов и Октябрина Потапова, озвучила Татьяна Бондаренко
- «Про Федота-стрельца, удалого молодца» (2008), режиссёр Людмила Стеблянко, озвучил Александр Ревва
- «Иван Царевич и Серый Волк» (2011), режиссёр Владимир Торопчин, озвучила Лия Ахеджакова
- «Три богатыря. На дальних берегах» (2012), режиссёр Константин Феоктистов, озвучила Елизавета Боярская, из цикла Три богатыря
- «Веники еловые» (2015), режиссёр Елена Хрусталёва, по книге Екатерины Матюшкиной
- «Веники еловые — 2» (2016), режиссёр Елена Хрусталёва, по книге Екатерины Матюшкиной
- «Приключения Пети и Волка» (2018—2023), режиссёр Алексей Лебедев, озвучил Владимир Маслаков, сериал
- «Баба Яга. Начало» (2018), режиссёр Владимир Саков, озвучила Ольга Шорохова
- «Царевны» (2018—2022), режиссёры Елена Галдобина, Константин Бронзит и Дарина Шмидт, озвучил Сергей Дьячков, сериал
- «Баба Яга и Малышка» (2020), режиссёр Евгения Голубева, озвучил Майлз Маклеод, призёр множества фестивалей
- «Три богатыря и Конь на троне» (2021), режиссёр Дарина Шмид и Константин Феоктистов, озвучила Елизавета Боярская, из цикла Три богатыря
- «Яга и книга заклинаний» (2023), режиссёр Владимир Саков, озвучила Юлия Хлынина
- «Три богатыря и пуп Земли» (2023), режиссёр Константин Феоктистов, озвучила Юлия Зоркина, из цикла Три богатыря